# Ле Руге (Рим)
Ле Руге је насеље у Италији у округу Рим, региону Лацио.
Према процени из 2011. у насељу је живело 2879 становника. Насеље се налази на надморској висини од 191 м.